# Mickan Thor
Mickan Monika Inga Linnéa Thor, född 4 februari 1963 i Biskopsgårdens församling i Göteborg, är en svensk journalist och författare.
Mickan Thor växte upp i Nävelsjö utanför Vetlanda i Småland. Knuten till Jönköpings-Posten har hon varit lokalredaktör i Skillingaryd och senare ekonomireporter. Hon var den första journalisten som mottog Hemvärnets bronsmedalj 2014, detta för en reportageserie i fyra delar hösten 2013.
År 2014 författardebuterade hon med Mickans vårliga vådligheter, följt av Mickans somriga sammelsurier, Höstliga hiskeligheter och Vintriga virrigheter. Med bilder och betraktelser skildrar hon djur och natur på gården och dess omgivningar i Nävelsjö. Mickan Thor har en blogg som heter Njutbart Blädder. Hon har medverkat i Smålands Kulturfestival.
Bildverk av Mickan Thor medverkade vid Årets Länssalong 2014 som arrangerades av Jönköpings läns Konstförening, Jönköpings läns museum och Vetlanda museum.
År 2015 hade Mickan Thor en separatutställning på Vetlanda Museum, baserad på fotografier ur hennes årstidsbundna bokserie om livet på en småländsk småbrukargård.
Mickan Thor är faster till fotbollsspelaren Niklas Thor och till politikern Douglas Thor. Hon är sedan 1986 gift med Göran Thor (ogift Karlsson, född 1964).